# Claus Rüdrich
Claus Rüdrich (* 16. Juni 1940; † 6. Juli 2019) war ein deutscher Fußballspieler in der höchsten DDR-Fußballklasse Oberliga, wo er 80 Punktspiele für den SC/FC Karl-Marx-Stadt absolvierte. 1967 wurde er mit dem FCK DDR-Fußballmeister.

## Sportliche Laufbahn
Bevor Rüdrich zu Beginn der Saison 1961/62 zum damaligen SC Motor Karl-Marx-Stadt kam, hatte er bei der BSG Motor im ostsächsischen Bautzen zuletzt in der zweitklassigen DDR-Liga gespielt. Der 1,73 m große gelernte Schlosser wurde in Karl-Marx-Stadt hauptsächlich in der Abwehr, zeitweise aber auch im Mittelfeld eingesetzt. In seiner ersten Saison in Karl-Marx-Stadt stieg Rüdrich mit dem SC Motor aus der DDR-Liga in die Oberliga auf. Es dauerte fünf Jahre, ehe er seinen nächsten Erfolg feiern konnte. Die Saison 1966/67 beendete seine Mannschaft, inzwischen in den FC Karl-Marx-Stadt umgewandelt, überraschend als Meister. Nach einigen Ausfällen in der Hinrunde absolvierte Rüdrich in der zweiten Saisonhälfte alle Punktspiele und kam damit im Meisterschaftsjahr auf 18 Einsätze, zuletzt stets als rechter Verteidiger.
Rüdrich, der nie in DDR-Auswahlmannschaften eingesetzt wurde, absolvierte lediglich im Europapokal der Landesmeister 1967/68 zwei internationale Pflichtspiele. In den beiden Erstrundenspielen des FCK gegen den belgischen Meister RSC Anderlecht wurde er jeweils im Mittelfeld aufgeboten. Da die Karl-Marx-Städter beide Spiele mit 1:3 bzw. 1:2 verloren, war damit Rüdrichs internationale Karriere beendet.
Die Spielzeit 1968/69 war auch Rüdrichs letzte Oberligasaison. Er kam in der Abwehr noch neunmal zum Einsatz, sein letztes Oberligaspiel absolvierte er am 13. Spieltag, am 9. November 1968, bei der Begegnung FC Karl-Marx-Stadt – Chemie Leipzig (1:0). Damit hatte er innerhalb von sechs Jahren 80 Punktspiele absolviert und drei Tore geschossen. Nach zwei Jahren in der Reservemannschaft des FCK wechselte Rüdrich 1970 zum drittklassigen Bezirksligisten Motor Germania Karl-Marx-Stadt, dem er 1973 zum Aufstieg in die DDR-Liga verhalf. Anschließend ließ er bei der BSG Motor Nordwest Karl-Marx-Stadt seine Fußball-Laufbahn ausklingen.